# Romery (Marne)
Romery település Franciaországban, Marne megyében. Lakosainak száma 160 fő (2022. január 1.). Romery Cormoyeux, Damery, Fleury-la-Rivière és Hautvillers községekkel határos.

## Népesség
A település népessége az elmúlt években az alábbi módon változott:
| Lakosok száma | 112  | 137  | 154  | 155  | 166  | 157  | 157  | 163  | 162  | 160  |
|               | 1968 | 1982 | 1990 | 2006 | 2013 | 2015 | 2017 | 2019 | 2020 | 2022 |